# Gens Cestia

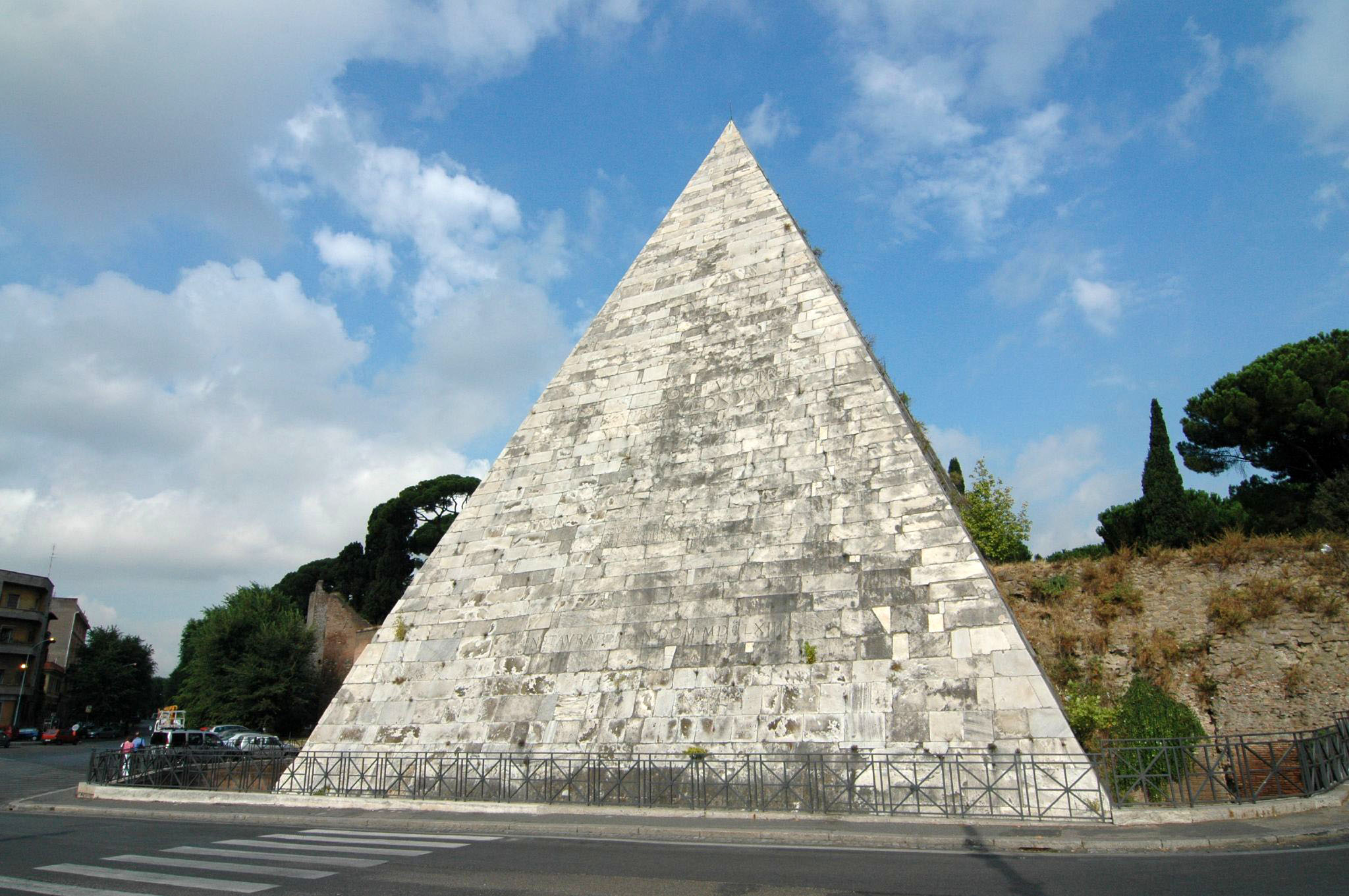
Pirámide Cestia en Roma, construida como sepultura de Cayo Cestio (18 a. C.-12 a. C.)

La gens Cestia fue una familia de plebeyos en la Antigua Roma durante la República más tardía, y en tiempo imperial. El primer miembro de la gens en obtener el consulado fue Gaius Cestius Gallus en el año 35.  El nombre de la familia está conmemorado sobre dos monumentos, el puente Cestio y la pirámide Cestia, los cuales sobreviven en tiempo moderno.

## Praenomina utilizados por la gens
Los praenomina utilizados por los Cestii incluyen Gaius, Lucius, Numerius, Publius, y Titus.  Excepto Numerius, todos están entre los nombres más comunes durante la historia romana.

## Ramas y cognomina de la gens
Los Cestii no parecen haber sido divididos en familias distintas. Los cognomina Gallus, Macedonicus, Proculus, y Severus eran probablemente apellidos personales, como lo fue Pius, un retórico y original de Smyrna, que era quizás un liberto de la gens. Gallus puede referirse a un gallo, o a un galo. Macedonicus alude al servicio militar de uno de los Cestii en Macedonia, mientras Proculus era un viejo praenomen que vino a ser utilizado como apellido en muchas familias. Severus era un apellido común con significado de "serio," o "severo", mientras Pius se refiere a una persona conocida como obediente o piadosa.